# فرودگاه شهری انترپرایز (آلاباما)
فرودگاه شهری انترپرایز (آلاباما) (به انگلیسی: Enterprise Municipal Airport (Alabama)) یک فرودگاه همگانی بهره‌برداری هوایی با کد یاتا ETS است که یک باند فرود آسفالت دارد و طول باند آن ۱۵۴۸ متر است. این فرودگاه در شهر اینترپرایز، آلاباما کشور ایالات متحده آمریکا قرار دارد و در ارتفاع ۱۱۰ متری از سطح دریا واقع شده است.